# 小行星2645
小行星2645（2645 Daphne Plane）是一颗绕太阳运转的小行星，为主小行星带小行星。该小行星于1976年8月30日发现。
該小行星以發現者埃莉諾·赫琳的朋友達芙妮·普萊恩（Daphne Plane）命名。

## 轨道参数
小行星2645的轨道半长轴为2.3914673 UA，离心率为0.107。